# Эд-Дайиан (муниципалитет)
Эд-Дайиан (араб. الضعاين‎) — один из семи муниципалитетов в составе Катара. Административным центром и крупнейшим городом является Эд-Дайиан.

## География
Муниципалитет Эд-Дайиан расположен в восточной части Катара. На севере и северо-западе граничит с муниципалитетом Эль-Хаур, на западе — с муниципалитетом Умм-Салаль, на юге и юго-востоке — с муниципалитетом Эд-Доха, на востоке омывается водами Персидского залива. Площадь муниципалитета составляет 236 км².

## Население
По данным официальной переписи, численность населения муниципалитета в 2015 году составляла 54 339 человек (36 045 мужчин и 18 294 женщины). Имелось 4876 домохозяйств, в которых суммарно проживало 30 163 человека. Количество иностранных рабочих, проживающих в трудовых лагерях, составило 24 276 человек.
Динамика численности населения муниципалитета по годам:
| Год  | Население, человек |
| ---- | ------------------ |
| 2010 | 43 176             |
| 2015 | ↗ 54 339           |